# Жофроа-Гишар
„Жофроа Гишар“ (на френски: Stade Geoffroy-Guichard) е многофункционален стадион в Сент Етиен, Франция.
Използва се главно за домакински футболни мачове на отбора „Сен Етиен“. Стадионът е домакин на мачовете от Европейското първенство през 1984 г., Световното първенство по футбол през 1998 г., Купата на Конфедерациите през 2003 г. и Европейското първенство по футбол през 2016 г. Домакин е и на мачовете от Световното първенство по ръгби през 2007 г. Капацитетът му е 35 616 зрители.

## История
„Жофроа Гишар“ е открит на 13 септември 1931 г. Стадионът е кръстен на основателя на веригата магазини за хранителни стоки Casino. Той е и собственик на земята, върху която е построен стадиона.
Стадионът е реконструиран няколко пъти, по-специално за домакинства на големи футболни състезания. За първи път през 1984 г. за Европейското първенство по футбол през 1984 г. За втори път, през 1998 г., за мачове от Световното първенство.
Историята му започва през 1931 г., когато стадионът се състои от футболно игрище, 400-метрова писта и трибуна. Под трибуната са разположени съблекални, душове и офис. Максималният капацитет на стадиона тогава е 10 000 зрители.
През 1956 г. пистата е премахната и трибуните са доближени до терена в „английски стил“.
На 14 юни 1965 г. стадионът преминава във владение на администрацията на град Сент Етиен. Тя се съгласява да го наеме за символичната цена от 1 франк. През същата година е подобрено осветлението на стадиона, което дава възможност да се играят мачове и вечер.

## Трибуни
Стадионът е с капацитет 41 965 зрители. Построен е в „английски стил“. Всяка от четирите отделни трибуни има свое име и капацитет:
- Трибуна "Чарли Паре " (северна трибуна): 8541 места
- Трибуна „Жан Снела“ (южна трибуна): 8767 места
- Трибуна Хенри Пойн (източна трибуна): 10 315 места
- Трибуна „Пиер Форан“ (западна трибуна): 7993 места

Стадионът е реконструиран няколко пъти. Тези строителни работи повлияват на капацитета на стадиона през различните години от експлоатацията му:
- 1800 места (1931)
- 5000 места (1935)
- 15 000 места (1938)
- 30 000 места (1957)
- 39 570 места (1968)
- 48 274 места (1984)
- 35 616 места (1998)

## Галерия
- Стадион „Жофроа Гишар“
- Трибуна „Шарл Паре“
- Тунел към съблекалните
- Пълен капацитет на стадиона